# Copa AUF Uruguay 2025
La Copa AUF Uruguay 2025 es la cuarta edición del torneo de copa organizado por la Asociación Uruguaya de Fútbol, en donde se enfrentan equipos de todas las divisionales del fútbol uruguayo, y también clubes provenientes de la Organización del Fútbol del Interior.
Por primera vez la Copa otorgará un cupo a un torneo internacional, la Copa Libertadores 2026, clasificando a su campeón como Uruguay 4.

## Sistema de disputa
La Copa AUF Uruguay 2025 otorga 16 plazas para clubes profesionales de AUF, siendo 10 plazas para Primera División y 6 para a Segunda División. A su vez 6 equipos amateurs se unen para completar 22 plazas para equipos AUF: 4 de la Primera División Amateur y 2 de la Divisional D. Los clasificados fueron determinados por su ubicación en la Tabla Anual de la temporada corriente mismo año. Los equipos de Primera fueron clasificados al momento de terminar el Torneo Intermedio, los de Segunda al momento de finalizar la primera rueda de la Fase Regular y los de Primera Amateur al momento de finalizar el Torneo Apertura.
Por la Organización del Fútbol del Interior participan los cuartofinalistas de la Copa Nacional de Clubes 2025 y dos equipos provenientes del repechaje.
Luego de definir los 32 participantes, 16 profesionales y 16 amateurs, la Copa se jugará en un sistema de eliminación directa, donde las llaves se jugarán a partido único.

## Equipos participantes
32 equipos participan de la Copa: 10 de OFI, 10 equipos de Primera División Profesional, 6 equipos de Segunda División Profesional, 4 equipos de Primera Divisional C y 2 equipos de Divisional D. Los 14 equipos de las primeras tres categorías de la AUF fueron clasificados a través de sus posiciones en la Tabla Anual de ese mismo año al finalizar el Torneo Intermedio 2025 de la Primera División, el 6 de julio. Los clasificados de la Divisional D lograron su cupo como campeón y primer lugar de la fase regular de la temporada 2024 en su categoría.
Los clasificados de OFI corresponden a los cuartofinalistas Copa Nacional de Clubes 2025 y a los dos mejores perdedores de los octavos de final.
| Primera División Profesional (10 equipos) | Primera División Profesional (10 equipos) |
| Equipo                                    | Localía                                   |
| ----------------------------------------- | ----------------------------------------- |
| Boston River                              | Florida                                   |
| Cerro Largo                               | Melo (Cerro Largo)                        |
| Defensor Sporting                         | Montevideo                                |
| Juventud                                  | Las Piedras (Canelones)                   |
| Liverpool                                 | Montevideo                                |
| Montevideo Wanderers                      | Montevideo                                |
| Nacional                                  | Montevideo                                |
| Peñarol                                   | Montevideo                                |
| Plaza Colonia                             | Colonia                                   |
| Racing                                    | Montevideo                                |

| Segunda División Profesional (6 equipos) | Segunda División Profesional (6 equipos) |
| Equipo                                   | Localía                                  |
| ---------------------------------------- | ---------------------------------------- |
| Albion                                   | Montevideo                               |
| Atenas                                   | San Carlos (Maldonado)                   |
| Central Español                          | Montevideo                               |
| Deportivo Maldonado                      | Maldonado                                |
| Oriental                                 | Montevideo                               |
| Tacuarembó                               | Tacuarembó                               |

| Primera Divisional C (4 equipos) | Primera Divisional C (4 equipos) |
| Equipo                           | Localía                          |
| -------------------------------- | -------------------------------- |
| Bella Vista                      | Montevideo                       |
| Durazno                          | Montevideo                       |
| Huracán                          | Montevideo                       |
| Paysandú                         | Paysandú                         |

| Divisional D AUF (2 equipos) | Divisional D AUF (2 equipos)   |
| Equipo                       | Localía                        |
| ---------------------------- | ------------------------------ |
| Paso de la Arena             | Montevideo                     |
| Rincón                       | Ciudad de la Costa (Canelones) |

| OFI (10 equipos) | OFI (10 equipos)         |
| Equipo           | Localía                  |
| ---------------- | ------------------------ |
| Arsenal          | Salto                    |
| Atenas           | Tala (Canelones)         |
| Atlético         | Florida                  |
| Libertad         | San Carlos (Maldonado)   |
| Nacional         | Nueva Helvecia (Colonia) |
| Río Negro        | San José                 |
| San Carlos       | San Carlos (Maldonado)   |
| Porongos         | Trinidad (Flores)        |
| Universitario    | Salto                    |
| Wanderers        | Durazno                  |

### Distribución geográfica
Distribución de los equipos por divisional, según su respectiva localía.
| Departamento   | N.º Equipos | Por divisional | Por divisional | Por divisional | Por divisional | Por divisional |
| Departamento   | N.º Equipos | 1°D            | 2°D            | 3ºD            | 4ºD            | OFI            |
| -------------- | ----------- | -------------- | -------------- | -------------- | -------------- | -------------- |
| Montevideo     | 13          | 7              | 2              | 3              | 1              | -              |
| Maldonado      | 4           | -              | 2              | -              | -              | 2              |
| Canelones      | 4           | 1              | 1              | -              | 1              | 1              |
| Colonia        | 2           | 1              | -              | -              | -              | 1              |
| Salto          | 2           | -              | -              | -              | -              | 2              |
| Cerro Largo    | 1           | 1              | -              | -              | -              | -              |
| Durazno        | 1           | -              | -              | -              | -              | 1              |
| Flores         | 1           | -              | -              | -              | -              | 1              |
| Florida        | 1           |                | -              | -              | -              | 1              |
| San José       | 1           | -              | -              | -              | -              | 1              |
| Tacuarembó     | 1           | -              | 1              | -              | -              | -              |
| Paysandú       | 1           | -              | -              | 1              | -              | -              |
| Artigas        | 0           | -              | -              | -              | -              | -              |
| Lavalleja      | 0           | -              | -              | -              | -              | -              |
| Río Negro      | 0           | -              | -              | -              | -              | -              |
| Rivera         | 0           | -              | -              | -              | -              | -              |
| Rocha          | 0           | -              | -              | -              | -              | -              |
| Soriano        | 0           | -              | -              | -              | -              | -              |
| Treinta y Tres | 0           | -              | -              | -              | -              | -              |

## Desarrollo

### Cuadro de desarrollo
|  | 16avos de final           | 16avos de final           | 16avos de final   |             |             | Octavos de final | Octavos de final | Octavos de final |  |  | Cuartos de final | Cuartos de final | Cuartos de final |  |  | Semifinales | Semifinales | Semifinales |  |  | Final | Final | Final |
|  |                           |                           |                   |             |             |                  |                  |                  |  |  |                  |                  |                  |  |  |             |             |             |  |  |       |       |       |
|  |                           |                           |                   |             |             |                  |                  |                  |  |  |                  |                  |                  |  |  |             |             |             |  |  |       |       |       |
|  |                           |                           |                   |             |             |                  |                  |                  |  |  |                  |                  |                  |  |  |             |             |             |  |  |       |       |       |
|  | Arsenal                   | Arsenal                   | 0                 |             |             |                  |                  |                  |  |  |                  |                  |                  |  |  |             |             |             |  |  |       |       |       |
|  | Arsenal                   | Arsenal                   | 0                 |             |             |                  |                  |                  |  |  |                  |                  |                  |  |  |             |             |             |  |  |       |       |       |
|  | Oriental                  | Oriental                  | 1                 |             |             |                  |                  |                  |  |  |                  |                  |                  |  |  |             |             |             |  |  |       |       |       |
|  | Oriental                  | Oriental                  | 1                 | Oriental    | Oriental    | -                |                  |                  |  |  |                  |                  |                  |  |  |             |             |             |  |  |       |       |       |
|  |                           |                           |                   | Oriental    | Oriental    | -                |                  |                  |  |  |                  |                  |                  |  |  |             |             |             |  |  |       |       |       |
|  |                           | Defensor Sporting         | Defensor Sporting | -           |             |                  |                  |                  |  |  |                  |                  |                  |  |  |             |             |             |  |  |       |       |       |
|  | Libertad                  | Libertad                  | Defensor Sporting | -           | 0           |                  |                  |                  |  |  |                  |                  |                  |  |  |             |             |             |  |  |       |       |       |
|  | Libertad                  | Libertad                  |                   |             |             |                  |                  |                  |  |  |                  |                  |                  |  |  |             |             |             |  |  |       |       |       |
|  | Defensor Sporting         | Defensor Sporting         | 3                 |             |             |                  |                  |                  |  |  |                  |                  |                  |  |  |             |             |             |  |  |       |       |       |
|  | Defensor Sporting         | Defensor Sporting         | 3                 | -           |             |                  |                  |                  |  |  |                  |                  |                  |  |  |             |             |             |  |  |       |       |       |
|  |                           |                           |                   |             |             |                  |                  |                  |  |  |                  |                  |                  |  |  |             |             |             |  |  |       |       |       |
|  |                           |                           |                   | -           |             |                  |                  |                  |  |  |                  |                  |                  |  |  |             |             |             |  |  |       |       |       |
|  | Bella Vista               | Bella Vista               | -                 |             |             |                  |                  |                  |  |  |                  |                  |                  |  |  |             |             |             |  |  |       |       |       |
|  | Bella Vista               | Bella Vista               | -                 |             |             |                  |                  |                  |  |  |                  |                  |                  |  |  |             |             |             |  |  |       |       |       |
|  | Juventud                  | Juventud                  | -                 |             |             |                  |                  |                  |  |  |                  |                  |                  |  |  |             |             |             |  |  |       |       |       |
|  | Juventud                  | Juventud                  | -                 | -           |             |                  |                  |                  |  |  |                  |                  |                  |  |  |             |             |             |  |  |       |       |       |
|  |                           |                           |                   |             |             |                  |                  |                  |  |  |                  |                  |                  |  |  |             |             |             |  |  |       |       |       |
|  |                           | Central Español           | Central Español   | -           |             |                  |                  |                  |  |  |                  |                  |                  |  |  |             |             |             |  |  |       |       |       |
|  | Nacional (Nueva Helvecia) | Nacional (Nueva Helvecia) | Central Español   | -           | 1           |                  |                  |                  |  |  |                  |                  |                  |  |  |             |             |             |  |  |       |       |       |
|  | Nacional (Nueva Helvecia) | Nacional (Nueva Helvecia) |                   |             |             |                  |                  |                  |  |  |                  |                  |                  |  |  |             |             |             |  |  |       |       |       |
|  | Central Español           | Central Español           | 3                 |             |             |                  |                  |                  |  |  |                  |                  |                  |  |  |             |             |             |  |  |       |       |       |
|  | Central Español           | Central Español           | 3                 | -           |             |                  |                  |                  |  |  |                  |                  |                  |  |  |             |             |             |  |  |       |       |       |
|  |                           |                           |                   |             |             |                  |                  |                  |  |  |                  |                  |                  |  |  |             |             |             |  |  |       |       |       |
|  |                           |                           |                   | -           |             |                  |                  |                  |  |  |                  |                  |                  |  |  |             |             |             |  |  |       |       |       |
|  | Rincón                    | Rincón                    | 1 (3)             |             |             |                  |                  |                  |  |  |                  |                  |                  |  |  |             |             |             |  |  |       |       |       |
|  | Rincón                    | Rincón                    | 1 (3)             |             |             |                  |                  |                  |  |  |                  |                  |                  |  |  |             |             |             |  |  |       |       |       |
|  | Cerro Largo               | Cerro Largo               | 1 (5)             |             |             |                  |                  |                  |  |  |                  |                  |                  |  |  |             |             |             |  |  |       |       |       |
|  | Cerro Largo               | Cerro Largo               | 1 (5)             | Cerro Largo | Cerro Largo | -                |                  |                  |  |  |                  |                  |                  |  |  |             |             |             |  |  |       |       |       |
|  |                           |                           |                   | Cerro Largo | Cerro Largo | -                |                  |                  |  |  |                  |                  |                  |  |  |             |             |             |  |  |       |       |       |
|  |                           |                           |                   | -           |             |                  |                  |                  |  |  |                  |                  |                  |  |  |             |             |             |  |  |       |       |       |
|  | San Carlos                | San Carlos                | -                 |             |             |                  |                  |                  |  |  |                  |                  |                  |  |  |             |             |             |  |  |       |       |       |
|  | San Carlos                | San Carlos                | -                 |             |             |                  |                  |                  |  |  |                  |                  |                  |  |  |             |             |             |  |  |       |       |       |
|  | Tacuarembó                | Tacuarembó                | -                 |             |             |                  |                  |                  |  |  |                  |                  |                  |  |  |             |             |             |  |  |       |       |       |
|  | Tacuarembó                | Tacuarembó                | -                 | -           |             |                  |                  |                  |  |  |                  |                  |                  |  |  |             |             |             |  |  |       |       |       |
|  |                           |                           |                   |             |             |                  |                  |                  |  |  |                  |                  |                  |  |  |             |             |             |  |  |       |       |       |
|  |                           |                           |                   | -           |             |                  |                  |                  |  |  |                  |                  |                  |  |  |             |             |             |  |  |       |       |       |
|  | Río Negro                 | Río Negro                 | -                 |             |             |                  |                  |                  |  |  |                  |                  |                  |  |  |             |             |             |  |  |       |       |       |
|  | Río Negro                 | Río Negro                 | -                 |             |             |                  |                  |                  |  |  |                  |                  |                  |  |  |             |             |             |  |  |       |       |       |
|  | Peñarol                   | Peñarol                   | -                 |             |             |                  |                  |                  |  |  |                  |                  |                  |  |  |             |             |             |  |  |       |       |       |
|  | Peñarol                   | Peñarol                   | -                 | -           |             |                  |                  |                  |  |  |                  |                  |                  |  |  |             |             |             |  |  |       |       |       |
|  |                           |                           |                   |             |             |                  |                  |                  |  |  |                  |                  |                  |  |  |             |             |             |  |  |       |       |       |
|  |                           | Liverpool                 | Liverpool         | -           |             |                  |                  |                  |  |  |                  |                  |                  |  |  |             |             |             |  |  |       |       |       |
|  | Durazno                   | Durazno                   | Liverpool         | -           | 1           |                  |                  |                  |  |  |                  |                  |                  |  |  |             |             |             |  |  |       |       |       |
|  | Durazno                   | Durazno                   |                   |             |             |                  |                  |                  |  |  |                  |                  |                  |  |  |             |             |             |  |  |       |       |       |
|  | Liverpool                 | Liverpool                 | 3                 |             |             |                  |                  |                  |  |  |                  |                  |                  |  |  |             |             |             |  |  |       |       |       |
|  | Liverpool                 | Liverpool                 | 3                 | -           |             |                  |                  |                  |  |  |                  |                  |                  |  |  |             |             |             |  |  |       |       |       |
|  |                           |                           |                   |             |             |                  |                  |                  |  |  |                  |                  |                  |  |  |             |             |             |  |  |       |       |       |
|  |                           |                           |                   | -           |             |                  |                  |                  |  |  |                  |                  |                  |  |  |             |             |             |  |  |       |       |       |
|  | Atenas (Tala)             | Atenas (Tala)             | -                 |             |             |                  |                  |                  |  |  |                  |                  |                  |  |  |             |             |             |  |  |       |       |       |
|  | Atenas (Tala)             | Atenas (Tala)             | -                 |             |             |                  |                  |                  |  |  |                  |                  |                  |  |  |             |             |             |  |  |       |       |       |
|  | Racing                    | Racing                    | -                 |             |             |                  |                  |                  |  |  |                  |                  |                  |  |  |             |             |             |  |  |       |       |       |
|  | Racing                    | Racing                    | -                 | -           |             |                  |                  |                  |  |  |                  |                  |                  |  |  |             |             |             |  |  |       |       |       |
|  |                           |                           |                   |             |             |                  |                  |                  |  |  |                  |                  |                  |  |  |             |             |             |  |  |       |       |       |
|  |                           |                           |                   | -           |             |                  |                  |                  |  |  |                  |                  |                  |  |  |             |             |             |  |  |       |       |       |
|  | Paso de la Arena          | Paso de la Arena          | -                 |             |             |                  |                  |                  |  |  |                  |                  |                  |  |  |             |             |             |  |  |       |       |       |
|  | Paso de la Arena          | Paso de la Arena          | -                 |             |             |                  |                  |                  |  |  |                  |                  |                  |  |  |             |             |             |  |  |       |       |       |
|  | Boston River              | Boston River              | -                 |             |             |                  |                  |                  |  |  |                  |                  |                  |  |  |             |             |             |  |  |       |       |       |
|  | Boston River              | Boston River              | -                 | -           |             |                  |                  |                  |  |  |                  |                  |                  |  |  |             |             |             |  |  |       |       |       |
|  |                           |                           |                   |             |             |                  |                  |                  |  |  |                  |                  |                  |  |  |             |             |             |  |  |       |       |       |
|  |                           |                           |                   | -           |             |                  |                  |                  |  |  |                  |                  |                  |  |  |             |             |             |  |  |       |       |       |
|  | Universitario de Salto    | Universitario de Salto    | -                 |             |             |                  |                  |                  |  |  |                  |                  |                  |  |  |             |             |             |  |  |       |       |       |
|  | Universitario de Salto    | Universitario de Salto    | -                 |             |             |                  |                  |                  |  |  |                  |                  |                  |  |  |             |             |             |  |  |       |       |       |
|  | Montevideo Wanderers      | Montevideo Wanderers      | -                 |             |             |                  |                  |                  |  |  |                  |                  |                  |  |  |             |             |             |  |  |       |       |       |
|  | Montevideo Wanderers      | Montevideo Wanderers      | -                 | -           |             |                  |                  |                  |  |  |                  |                  |                  |  |  |             |             |             |  |  |       |       |       |
|  |                           |                           |                   |             |             |                  |                  |                  |  |  |                  |                  |                  |  |  |             |             |             |  |  |       |       |       |
|  |                           | Atlético Florida          | Atlético Florida  | -           |             |                  |                  |                  |  |  |                  |                  |                  |  |  |             |             |             |  |  |       |       |       |
|  | Atlético Florida          | Atlético Florida          | Atlético Florida  | -           | 3           |                  |                  |                  |  |  |                  |                  |                  |  |  |             |             |             |  |  |       |       |       |
|  | Atlético Florida          | Atlético Florida          |                   |             |             |                  |                  |                  |  |  |                  |                  |                  |  |  |             |             |             |  |  |       |       |       |
|  | Atenas                    | Atenas                    | 1                 |             |             |                  |                  |                  |  |  |                  |                  |                  |  |  |             |             |             |  |  |       |       |       |
|  | Atenas                    | Atenas                    | 1                 | -           |             |                  |                  |                  |  |  |                  |                  |                  |  |  |             |             |             |  |  |       |       |       |
|  |                           |                           |                   |             |             |                  |                  |                  |  |  |                  |                  |                  |  |  |             |             |             |  |  |       |       |       |
|  |                           |                           |                   | -           |             |                  |                  |                  |  |  |                  |                  |                  |  |  |             |             |             |  |  |       |       |       |
|  | Huracán                   | Huracán                   | -                 |             |             |                  |                  |                  |  |  |                  |                  |                  |  |  |             |             |             |  |  |       |       |       |
|  | Huracán                   | Huracán                   | -                 |             |             |                  |                  |                  |  |  |                  |                  |                  |  |  |             |             |             |  |  |       |       |       |
|  | Nacional                  | Nacional                  | -                 |             |             |                  |                  |                  |  |  |                  |                  |                  |  |  |             |             |             |  |  |       |       |       |
|  | Nacional                  | Nacional                  | -                 | -           |             |                  |                  |                  |  |  |                  |                  |                  |  |  |             |             |             |  |  |       |       |       |
|  |                           |                           |                   |             |             |                  |                  |                  |  |  |                  |                  |                  |  |  |             |             |             |  |  |       |       |       |
|  |                           | Plaza Colonia             | Plaza Colonia     | -           |             |                  |                  |                  |  |  |                  |                  |                  |  |  |             |             |             |  |  |       |       |       |
|  | Wanderers (Durazno)       | Wanderers (Durazno)       | Plaza Colonia     | -           | 2 (2)       |                  |                  |                  |  |  |                  |                  |                  |  |  |             |             |             |  |  |       |       |       |
|  | Wanderers (Durazno)       | Wanderers (Durazno)       |                   |             |             |                  |                  |                  |  |  |                  |                  |                  |  |  |             |             |             |  |  |       |       |       |
|  | Plaza Colonia             | Plaza Colonia             | 2 (4)             |             |             |                  |                  |                  |  |  |                  |                  |                  |  |  |             |             |             |  |  |       |       |       |
|  | Plaza Colonia             | Plaza Colonia             | 2 (4)             | -           |             |                  |                  |                  |  |  |                  |                  |                  |  |  |             |             |             |  |  |       |       |       |
|  |                           |                           |                   |             |             |                  |                  |                  |  |  |                  |                  |                  |  |  |             |             |             |  |  |       |       |       |
|  |                           |                           |                   | -           |             |                  |                  |                  |  |  |                  |                  |                  |  |  |             |             |             |  |  |       |       |       |
|  | Paysandú                  | Paysandú                  | 0                 |             |             |                  |                  |                  |  |  |                  |                  |                  |  |  |             |             |             |  |  |       |       |       |
|  | Paysandú                  | Paysandú                  | 0                 |             |             |                  |                  |                  |  |  |                  |                  |                  |  |  |             |             |             |  |  |       |       |       |
|  | Albion                    | Albion                    | 2                 |             |             |                  |                  |                  |  |  |                  |                  |                  |  |  |             |             |             |  |  |       |       |       |
|  | Albion                    | Albion                    | 2                 | Albion      | Albion      | -                |                  |                  |  |  |                  |                  |                  |  |  |             |             |             |  |  |       |       |       |
|  |                           |                           |                   | Albion      | Albion      | -                |                  |                  |  |  |                  |                  |                  |  |  |             |             |             |  |  |       |       |       |
|  |                           | Porongos                  | Porongos          | -           |             |                  |                  |                  |  |  |                  |                  |                  |  |  |             |             |             |  |  |       |       |       |
|  | Porongos                  | Porongos                  | Porongos          | -           | 2 (3)       |                  |                  |                  |  |  |                  |                  |                  |  |  |             |             |             |  |  |       |       |       |
|  | Porongos                  | Porongos                  |                   |             |             |                  |                  |                  |  |  |                  |                  |                  |  |  |             |             |             |  |  |       |       |       |
|  | Deportivo Maldonado       | Deportivo Maldonado       | 2 (0)             |             |             |                  |                  |                  |  |  |                  |                  |                  |  |  |             |             |             |  |  |       |       |       |
|  | Deportivo Maldonado       | Deportivo Maldonado       | 2 (0)             |             |             |                  |                  |                  |  |  |                  |                  |                  |  |  |             |             |             |  |  |       |       |       |

### Dieciseisavos de final
Se disputan series a un partido. En caso de empate, se procede a la definición por penales. 
| Equipo 1                  | Resultado    | Equipo 2             |
| ------------------------- | ------------ | -------------------- |
| Arsenal                   | 0:1          | Oriental             |
| Libertad                  | 0:3          | Defensor Sporting    |
| Bella Vista               |              | Juventud             |
| Nacional (Nueva Helvecia) | 1:3          | Central Español      |
| Rincón                    | 1:1 (3–5 p.) | Cerro Largo          |
| San Carlos                |              | Tacuarembó           |
| Río Negro                 |              | Peñarol              |
| Durazno                   | 1:3          | Liverpool            |
| Atenas (Tala)             |              | Racing               |
| Paso de la Arena          |              | Boston River         |
| Universitario             |              | Montevideo Wanderers |
| Atlético Florida          | 3:1          | Atenas               |
| Huracán                   |              | Nacional             |
| Wanderers (Durazno)       | 2:2 (2–4 p.) | Plaza Colonia        |
| Paysandú                  | 0:2          | Albion               |
| Porongos                  | 2:2 (3–0 p.) | Deportivo Maldonado  |

| 05 de agosto de 2025, 19:00 | Rincón                                                         | 1:1 (1:0) (3:5 p.)         | Cerro Largo                                                                          | Estadio Complejo Rentistas, Montevideo |                          |
|                             | - Alejo Pérez 26'                                              |                            | - 64' Sebastián Assis                                                                | Árbitro(s): Kevin Fontes               | Árbitro(s): Kevin Fontes |
|                             |                                                                | Tiros desde el punto penal |                                                                                      |                                        |                          |
|                             | Bruno Zampallo · Agustín Da Luz · Kevin Ferráz · Nicolás Mouro |                            | Sebastián Assis · Ezequiel Olivera · Franco Rossi · Facundo Parada · Federico Medina |                                        |                          |

| 05 de agosto de 2025, 20:30 | Arsenal | 0:1 (0:1) | Oriental                 | Estadio J.J. Vispo Mari, Salto |                           |
|                             |         |           | - 43' (pen.) Rodrigo Rey | Árbitro(s): Leandro Lasso      | Árbitro(s): Leandro Lasso |

| 06 de agosto de 2025, 20:30 | Libertad | 0:3 (0:1) | Defensor Sporting                               | Estadio Domingo Burgueño, Maldonado |                         |
|                             |          |           | - 8', 48' Xavier Biscayzacú - 58' Rodrigo Dudok | Árbitro(s): Juan Cianni             | Árbitro(s): Juan Cianni |

| 06 de agosto de 2025, 20:30 | Nacional (Nueva Helvecia) | 1:3 (1:1) | Central Español                                 | Estadio Nacional de N. Helvecia, Nueva Helvecia |                              |
|                             | - Matías Daghero 15'      |           | - 4', 68' Facundo Yocco - 90' Santiago Sequeira | Árbitro(s): Daniel Rodríguez                    | Árbitro(s): Daniel Rodríguez |

| 06 de agosto de 2025, 20:30 | Paysandú | 0:2 (0:1) | Albion                                                 | Estadio Artigas, Paysandú  |                            |
|                             |          |           | - 31' Maximiliano Burruzo - 84' Diego Sánchez Richieri | Árbitro(s): Felipe Vikonis | Árbitro(s): Felipe Vikonis |

| 06 de agosto de 2025, 20:30 | Atlético Florida                                           | 3:1 (3:0) | Atenas             | Estadio Campeones Olímpicos, Florida |                           |
|                             | - Nahuel Alaníz 4' - Matías Fontes 20' - Braian García 32' |           | - 59' Matías Núñez | Árbitro(s): Augusto Olmos            | Árbitro(s): Augusto Olmos |

| 06 de agosto de 2025, 20:30 | Porongos                                        | 2:2 (1:1) (3:0 p.)         | Deportivo Maldonado                                   | Estadio J.A. Lavalleja, Trinidad |                            |
|                             | - Santiago Acosta 31' - Agustín Monzón 76'      |                            | - 33' Joel Poiso - 77' Matías Espíndola               | Árbitro(s): Esteban Guerra       | Árbitro(s): Esteban Guerra |
|                             |                                                 | Tiros desde el punto penal |                                                       |                                  |                            |
|                             | Diego De Carlos · Matías Deorta · Rodrigo Salvo |                            | Santiago Cartagena · Matías Espíndola · Hernán Petryk |                                  |                            |

| 07 de agosto de 2025, 15:00 | Durazno                | 1:3 (1:2) | Liverpool                                                    | Estadio Cr. J.P. Damiani, Montevideo |                                    |
|                             | - Ignacio Nicolini 31' |           | - 16' Renzo Machado - 34' Manuel Castro - 62' Abel Hernández | Árbitro(s): Eduardo Nicolás Varela   | Árbitro(s): Eduardo Nicolás Varela |

| 07 de agosto de 2025, 20:30 | Wanderers (Durazno)                                               | 2:2 (2:0) (2:4 p.)         | Plaza Colonia                                                                           | Estadio Silvestre Landoni, Durazno |                                |
|                             | - Mauro Olivera 22' (pen), 43'                                    |                            | - 67' Álvaro López - 90+1' Juan Pablo Hernández                                         | Árbitro(s): Federico Modernell     | Árbitro(s): Federico Modernell |
|                             |                                                                   | Tiros desde el punto penal |                                                                                         |                                    |                                |
|                             | Alexander García · Mauro Olivera · Germán Castelvi · Rafael Mendy |                            | Lucas Carrizo · Haibrany Ruiz Díaz · Álvaro López · Juan Manuel Ramos · Cristián Barros |                                    |                                |

| 26 de agosto de 2025, 20:30 | Huracán | (:) | Nacional | Estadio J.A. Lavalleja, Minas |  |

| 26 de agosto de 2025, 20:30 | Universitario | (:) | Montevideo Wanderers | Estadio J.J. Vispo Mari, Salto |  |

| 27 de agosto de 2025, 14:00 | Bella Vista | (:) | Juventud | Estadio Parque Palermo, Montevideo |  |

| 27 de agosto de 2025, 20:30 | Río Negro | (:) | Peñarol | Estadio C. Martínez Laguarda, San José de Mayo |  |

| 27 de agosto de 2025, 20:30 | San Carlos | (:) | Tacuarembó | Estadio Domingo Burgueño, Maldonado |  |

| 27 de agosto de 2025, 20:30 | Paso de la Arena | (:) | Boston River | Estadio Complejo Rentistas, Montevideo |  |

| 27 de agosto de 2025, 20:30 | Atenas (Tala) | (:) | Racing | Estadio J.A. Lavalleja, Minas |  |

### Octavos de final
Se disputan series a un partido. En caso de producirse empate, se procedió a la definición por penales. 
| Equipo 1    | Resultado | Equipo 2          |
| ----------- | --------- | ----------------- |
| Oriental    |           | Defensor Sporting |
|             |           | Central Español   |
| Cerro Largo |           |                   |
|             |           | Liverpool         |
|             |           |                   |
|             |           | Atlético Florida  |
|             |           | Plaza Colonia     |
| Albion      |           | Porongos          |

| 00 de diciembre de 2025, 20:30 |  |  |  |  |  |
|                                |  |  |  |  |  |

| 00 de diciembre de 2025, 20:30 |  | vs. |  |  |  |
|                                |  |     |  |  |  |

| 22 de diciembre de 2025, 20:30 |  |  |  |  |  |
|                                |  |  |  |  |  |

| 23 de octubre de 2025, 15:00 |  |  |  |  |  |
|                              |  |  |  |  |  |

| 23 de octubre de 2025, 15:00 |  |  |  |  |  |
|                              |  |  |  |  |  |

| 24 de octubre de 2025, 16:30 |  |  |  |  |  |
|                              |  |  |  |  |  |

| 24 de octubre de 2025, 20:30 |  |  |  |  |  |
|                              |  |  |  |  |  |

| 25 de octubre de 2025, 20:30 |  |  |  |  |  |
|                              |  |  |  |  |  |

### Cuartos de final
Se disputan series a un partido. En caso de producirse empate, se procedía a la definición por penales.
| Equipo 1 | Resultado | Equipo 2 |
| -------- | --------- | -------- |
|          |           |          |
|          |           |          |
|          |           |          |
|          |           |          |

| 29 de octubre de 2025, 10:00 |  | vs. |  |  |  |

| 29 de octubre de 2024, 15:00 |  | vs. |  |  |  |

| 29 de octubre de 2024, 20:30 |  | vs. |  |  |  |

| 31 de octubre de 2024, 20:30 |  | vs. |  |  |  |

### Semifinales
Se disputan series a un partido. En caso de producirse empate, se procedía a la definición por penales.
| Equipo 1 | Resultado | Equipo 2 |
| -------- | --------- | -------- |
|          |           |          |
|          |           |          |

| 22 de noviembre de 2024, 17:45 |  | vs. |  |  |  |

| 22 de noviembre de 2024, 21:15 |  | vs. |  |  |  |

### Final
Se disputa a partido único. En caso de producirse empate, se procedió a la definición por penales. 
| Equipo 1 | Resultado | Equipo 2 |
| -------- | --------- | -------- |
|          |           |          |

| 6 de diciembre de 2024, 20:30 |  | vs. |  |  |  |

|                                              |
| Bandera de Uruguay                           |
| Campeón Copa AUF Uruguay 2025 AUF 1er título |

## Récords
- Primer gol:  Alejo Pérez de  Rincón	, ante  Cerro Largo (05 de agosto de 2025).

- Último gol:

- Mayor cantidad de goles en un partido:

- Mayor victoria local:

- Mayor victoria visitante:

## Goleadores
| Jugador              | Equipo                    | Goles |
| -------------------- | ------------------------- | ----- |
| Xavier Biscayzacú    | Defensor Sporting         | 2     |
| Mauro Olivera        | Wanderers (Durazno)       | 2     |
| Facundo Yocco        | Central Español           | 2     |
| Abel Hernández       | Liverpool                 | 1     |
| Alejo Pérez          | Rincón                    | 1     |
| Sebastián Assis      | Cerro Largo               | 1     |
| Agustín Monzón       | Porongos                  | 1     |
| Braian García        | Atlético Florida          | 1     |
| Diego Sánchez        | Albion                    | 1     |
| Joel Poiso           | Deportivo Maldonado       | 1     |
| Matías Daghero       | Nacional (Nueva Helvecia) | 1     |
| Matías Espíndola     | Deportivo Maldonado       | 1     |
| Matías Fontes        | Atlético Florida          | 1     |
| Matías Núñez         | Atenas                    | 1     |
| Maximiliano Burruzo  | Albion                    | 1     |
| Nahuel Alaníz        | Atlético Florida          | 1     |
| Rodrigo Dudok        | Defensor Sporting         | 1     |
| Rodrigo Rey          | Oriental                  | 1     |
| Santiago Acosta      | Porongos                  | 1     |
| Santiago Sequeira    | Central Español           | 1     |
| Sebastián Assis      | Cerro Largo               | 1     |
| Renzo Machado        | Liverpool                 | 1     |
| Manuel Castro        | Liverpool                 | 1     |
| Ignacio Nicolini     | Durazno                   | 1     |
| Álvaro López         | Plaza Colonia             | 1     |
| Juan Pablo Hernández | Plaza Colonia             | 1     |